# Phrynobatrachus anotis
Phrynobatrachus anotis es una especie de anfibio anuro de la familia Phrynobatrachidae.

## Distribución geográfica
Esta especie es endémica del sureste de la República Democrática del Congo. Se encuentra en el parque nacional Upemba y sus alrededores.

## Publicación original
- Schmidt & Inger, 1959 : Amphibians exclusive of the genera Afrixalus and Hyperolius. Exploration du Parc National de l'Upemba. Mission G.F. de Witte, en Collaboration avec W. Adam... [et al.] (1946-1949), vol. 56, p. 1-264.[6]